# ذخیره‌گاه طبیعی ماگادان
ذخیره‌گاه طبیعی ماگادان (انگلیسی: Magadan Nature Reserve) یک پارک و ذخیره‌گاه طبیعی در استان ماگادان کشور روسیه است.